# Nikke Nikke Nambo
 Denne artikel bør gennemlæses af en person med fagkendskab for at sikre den faglige korrekthed.

Nikke Nikke Nambo er en børnebog med rim skrevet af Benny Andersen, udgivet i 1963[kilde mangler]

## Eksterne henvininger
- Nikke nikke nambo og andre danske børnerim og remser hos Bibliotek.dk (udgave fra 1998 med oplysning om årstallet 1964: "I 1960érne samlede Benny Andersen ved hjælp af arkiverne i Dansk Folkemindesamling børnerim og remser fra Danmark og fra en række andre lande. Det blev til samlingerne "Nikke Nikke Nambo " fra 1964 med de danske rim og remser ...")